# Голубь, Мира Владимировна
Ми́ра Влади́мировна Го́лубь (род. 24 сентября 1975, Елизово, Камчатская область) — российская горнолыжница. Выступала за сборную России по горнолыжному спорту в первой половине 1990-х годов, многократная призёрка российского национального первенства, участница зимних Олимпийских игр в Лиллехаммере. Мастер спорта России.

## Биография
Мира Голубь родилась 24 сентября 1975 года в городе Елизово Камчатской области. Проходила подготовку в местной детско-юношеской спортивной школе под руководством тренеров С. А. Назарова и А. А. Догадкина.
В 1992 году выполнила норматив мастера спорта России, вошла в основной состав российской национальной сборной и дебютировала в Кубке мира. Выступала на многих этапах, хотя была далека от попадания в число призёров. В 1993 году побывала на чемпионате мира среди юниоров в Италии, где заняла 44 место в слаломе и 33 место в супергиганте. Наивысший результат в Кубке мира показала в январе 1994 года, заняв 28 место в скоростном спуске на этапе в немецком Гармиш-Партенкирхене.
Благодаря череде удачных выступлений Голубь удостоилась права защищать честь страны на зимних Олимпийских играх 1994 года в Лиллехаммере — в скоростном спуске и супергиганте в обоих случаях расположилась в итоговом протоколе на 38 строке, тогда как в комбинации сошла с дистанции и не показала никакого результата.
После лиллехаммерской Олимпиады в сезоне 1994/95 Мира Голубь ещё выступила на нескольких этапах Кубка мира и вскоре приняла решение завершить спортивную карьеру.
Впоследствии занялась тренерской деятельностью, занимала должность старшего инструктора-методиста «Горнолыжного клуба Леонида Тягачева» в Шуколово. В 2011 году окончила Воронежский государственный институт физической культуры.